# Élections cantonales de 1992 dans la Côte-d'Or
Les élections cantonales ont eu lieu les 22 et 29 mars 1992.
Lors de ces élections, 21 des 43 cantons de la Côte-d'Or ont été renouvelés. Elles ont vu la reconduction de la majorité RPR dirigée par Henry Berger, président du conseil général depuis 1988.

## Résultats à l’échelle du département
Répartition départementale des résultats (2e tour).
- PCF (3,15 %)
- PS (30,76 %)
- PRG (3,58 %)
- Majorité (4,07 %)
- RPR (33,24 %)
- UDF (13 %)
- DVD (10,88 %)
- FN (1,31 %)

| Étiquette      | Étiquette                          | Premier tour | Premier tour | Second tour | Second tour | Sièges |
| Étiquette      | Étiquette                          | Voix         | %            | Voix        | %           | Sièges |
| -------------- | ---------------------------------- | ------------ | ------------ | ----------- | ----------- | ------ |
|                | Parti socialiste                   | 19 592       | 19,84        | 20 188      | 30,76       | 3      |
|                | Parti communiste français          | 5 582        | 5,65         | 2 069       | 3,15        | 0      |
|                | Majorité présidentielle            | 4 359        | 4,41         | 2 674       | 4,07        | 3      |
|                | Parti radical de gauche            | 1 652        | 1,67         | 2 350       | 3,58        | 0      |
| Gauche         | Gauche                             | 31 185       | 31,57        | 27 281      | 41,56       | 6      |
|                |                                    |              |              |             |             |        |
|                | Rassemblement pour la République   | 25 908       | 26,24        | 21 817      | 33,24       | 10     |
|                | Union pour la démocratie française | 12 473       | 12,63        | 8 534       | 13,00       | 4      |
|                | Front national                     | 11 305       | 11,45        | 862         | 1,31        | 0      |
|                | Divers droite                      | 6 750        | 6,84         | 7 143       | 10,88       | 1      |
|                | Extrême droite                     | 106          | 0,11         |             |             |        |
| Droite         | Droite                             | 56 542       | 57,27        | 38 356      | 58,43       | 15     |
|                |                                    |              |              |             |             |        |
|                | Les Verts                          | 11 007       | 11,15        |             |             |        |
| Écologistes    | Écologistes                        | 11 007       | 11,15        |             |             |        |
|                |                                    |              |              |             |             |        |
| Inscrits       | Inscrits                           | 152 264      | 100,00       | 117 325     | 100,00      |        |
| Abstention     | Abstention                         | 48 653       | 31,95        | 47 067      | 40,12       |        |
| Votants        | Votants                            | 103 611      | 68,05        | 70 258      | 59,88       |        |
| Blancs et nuls | Blancs et nuls                     | 4 877        | 4,71         | 4 621       | 6,58        |        |
| Exprimés       | Exprimés                           | 98 734       | 95,29        | 65 637      | 93,42       |        |

## Résultats par canton

### Canton d'Aignay-le-Duc
| Candidats      | Candidats        | Étiquette      | Premier tour | Premier tour |
| Candidats      | Candidats        | Étiquette      | Voix         | %            |
| -------------- | ---------------- | -------------- | ------------ | ------------ |
|                | Henri Julien*    | RPR            | 853          | 73,60        |
|                | Olivia Tissot    | EXD            | 106          | 9,15         |
|                | Anne-Marie Cavin | FN             | 70           | 6,04         |
|                | Didier Leschi    | PS             | 53           | 4,57         |
|                | André Mairet     | Verts          | 54           | 4,66         |
|                | Georges Vayrou   | PCF            | 23           | 1,98         |
|                |                  |                |              |              |
| Inscrits       | Inscrits         | Inscrits       | 1 634        | 100,00       |
| Abstention     | Abstention       | Abstention     | 423          | 25,89        |
| Votants        | Votants          | Votants        | 1 211        | 74,11        |
| Blancs et nuls | Blancs et nuls   | Blancs et nuls | 52           | 4,29         |
| Exprimés       | Exprimés         | Exprimés       | 1 159        | 95,71        |

*sortant

### Canton d'Arnay-le-Duc
| Candidats      | Candidats           | Étiquette      | Premier tour | Premier tour |
| Candidats      | Candidats           | Étiquette      | Voix         | %            |
| -------------- | ------------------- | -------------- | ------------ | ------------ |
|                | Pierre Gobbo*       | PS             | 1 771        | 58,88        |
|                | André Jarlaud       | RPR            | 789          | 26,23        |
|                | Christiane Demange  | FN             | 204          | 6,78         |
|                | Jean-Patrick Masson | Verts          | 124          | 4,12         |
|                | Gabriel Gagnard     | PCF            | 120          | 3,99         |
|                |                     |                |              |              |
| Inscrits       | Inscrits            | Inscrits       | 4 481        | 100,00       |
| Abstention     | Abstention          | Abstention     | 1 356        | 30,26        |
| Votants        | Votants             | Votants        | 3 125        | 69,74        |
| Blancs et nuls | Blancs et nuls      | Blancs et nuls | 117          | 3,74         |
| Exprimés       | Exprimés            | Exprimés       | 3 008        | 96,26        |

*sortant

### Canton d'Auxonne
| Candidats      | Candidats            | Étiquette      | Premier tour | Premier tour | Second tour | Second tour |
| Candidats      | Candidats            | Étiquette      | Voix         | %            | Voix        | %           |
| -------------- | -------------------- | -------------- | ------------ | ------------ | ----------- | ----------- |
|                | Camille Deschamps    | RPR            | 2 153        | 40,34        | 2 890       | 55,15       |
|                | Jean Hugon           | PRG            | 1 652        | 30,95        | 2 350       | 44,85       |
|                | Jean-Claude Lemasson | FN             | 428          | 8,02         |             |             |
|                | Jean-Paul Giraudet   | Verts          | 371          | 6,95         |             |             |
|                | Raoul Langlois       | UDF            | 335          | 6,28         |             |             |
|                | Michel Vasquez       | PS             | 236          | 4,42         |             |             |
|                | Martine Pignolet     | PCF            | 162          | 3,04         |             |             |
|                |                      |                |              |              |             |             |
| Inscrits       | Inscrits             | Inscrits       | 8 166        | 100,00       | 8 165       | 100,00      |
| Abstention     | Abstention           | Abstention     | 2 594        | 31,77        | 2 656       | 32,53       |
| Votants        | Votants              | Votants        | 5 572        | 68,23        | 5 509       | 67,47       |
| Blancs et nuls | Blancs et nuls       | Blancs et nuls | 235          | 4,22         | 269         | 4,88        |
| Exprimés       | Exprimés             | Exprimés       | 5 337        | 95,78        | 5 240       | 95,12       |

### Canton de Beaune-Nord
| Candidats      | Candidats                 | Étiquette      | Premier tour | Premier tour | Second tour | Second tour |
| Candidats      | Candidats                 | Étiquette      | Voix         | %            | Voix        | %           |
| -------------- | ------------------------- | -------------- | ------------ | ------------ | ----------- | ----------- |
|                | Lucien Jacob              | RPR            | 1 940        | 29,92        | 3 180       | 56,74       |
|                | Philippe Demoisy          | UDF            | 1 347        | 20,77        | Retrait     | Retrait     |
|                | Gérard Michaut            | PS             | 1 189        | 18,34        | 1 563       | 27,89       |
|                | Pierre Jaboulet Vercherre | FN             | 1 111        | 17,13        | 862         | 15,38       |
|                | Didier Montchovet         | Verts          | 728          | 11,23        |             |             |
|                | Gérard Pretesacque        | PCF            | 169          | 2,61         |             |             |
|                |                           |                |              |              |             |             |
| Inscrits       | Inscrits                  | Inscrits       | 10 116       | 100,00       | 10 116      | 100,00      |
| Abstention     | Abstention                | Abstention     | 3 318        | 32,80        | 4 248       | 41,99       |
| Votants        | Votants                   | Votants        | 6 798        | 67,20        | 5 868       | 58,01       |
| Blancs et nuls | Blancs et nuls            | Blancs et nuls | 314          | 4,62         | 263         | 4,48        |
| Exprimés       | Exprimés                  | Exprimés       | 6 484        | 95,38        | 5 605       | 95,52       |

### Canton de Bligny-sur-Ouche
| Candidats      | Candidats            | Étiquette      | Premier tour | Premier tour | Second tour | Second tour |
| Candidats      | Candidats            | Étiquette      | Voix         | %            | Voix        | %           |
| -------------- | -------------------- | -------------- | ------------ | ------------ | ----------- | ----------- |
|                | Jean-Louis Desfaits* | UDF            | 716          | 43,24        | 862         | 49,80       |
|                | Gabriel Moulin       | PS             | 614          | 37,08        | 869         | 50,20       |
|                | Claude Steinmetz     | DVD            | 139          | 8,39         |             |             |
|                | Alain Milleret       | FN             | 91           | 5,50         |             |             |
|                | Vincent Porra        | Verts          | 78           | 4,71         |             |             |
|                | Regis Chevillard     | PCF            | 18           | 1,09         |             |             |
|                |                      |                |              |              |             |             |
| Inscrits       | Inscrits             | Inscrits       | 2 350        | 100,00       | 2 350       | 100,00      |
| Abstention     | Abstention           | Abstention     | 644          | 27,40        | 569         | 24,21       |
| Votants        | Votants              | Votants        | 1 706        | 72,60        | 1 781       | 75,79       |
| Blancs et nuls | Blancs et nuls       | Blancs et nuls | 50           | 2,93         | 50          | 2,81        |
| Exprimés       | Exprimés             | Exprimés       | 1 656        | 97,07        | 1 731       | 97,19       |

*sortant

### Canton de Dijon-4
| Candidats      | Candidats       | Étiquette      | Premier tour | Premier tour | Second tour | Second tour |
| Candidats      | Candidats       | Étiquette      | Voix         | %            | Voix        | %           |
| -------------- | --------------- | -------------- | ------------ | ------------ | ----------- | ----------- |
|                | Roland Carraz*  | PS             | 2 655        | 37,64        | 2 977       | 50,41       |
|                | Jean Charriere  | RPR            | 2 378        | 33,71        | 2 929       | 49,59       |
|                | Charles Cavin   | FN             | 939          | 13,31        |             |             |
|                | Georges Chillon | Verts          | 652          | 9,24         |             |             |
|                | Didier Henriot  | PCF            | 430          | 6,10         |             |             |
|                |                 |                |              |              |             |             |
| Inscrits       | Inscrits        | Inscrits       | 12 177       | 100,00       | 12 177      | 100,00      |
| Abstention     | Abstention      | Abstention     | 4 797        | 39,39        | 5 946       | 48,83       |
| Votants        | Votants         | Votants        | 7 380        | 60,61        | 6 231       | 51,17       |
| Blancs et nuls | Blancs et nuls  | Blancs et nuls | 326          | 4,42         | 325         | 5,22        |
| Exprimés       | Exprimés        | Exprimés       | 7 054        | 95,58        | 5 906       | 94,78       |

*sortant

### Canton de Dijon-5
| Candidats      | Candidats             | Étiquette      | Premier tour | Premier tour | Second tour | Second tour |
| Candidats      | Candidats             | Étiquette      | Voix         | %            | Voix        | %           |
| -------------- | --------------------- | -------------- | ------------ | ------------ | ----------- | ----------- |
|                | Pierre Barbier*       | RPR            | 4 437        | 46,72        | 4 795       | 63,57       |
|                | Colette Popard        | PS             | 2 050        | 21,59        | 2 748       | 36,43       |
|                | Alain Caignol         | Verts          | 1 428        | 15,04        |             |             |
|                | Gabriel Michea        | FN             | 1 169        | 12,31        |             |             |
|                | Isabelle Graptin-Bres | PCF            | 413          | 4,35         |             |             |
|                |                       |                |              |              |             |             |
| Inscrits       | Inscrits              | Inscrits       | 15 480       | 100,00       | 15 480      | 100,00      |
| Abstention     | Abstention            | Abstention     | 5 545        | 35,82        | 7 331       | 47,36       |
| Votants        | Votants               | Votants        | 9 935        | 64,18        | 8 149       | 52,64       |
| Blancs et nuls | Blancs et nuls        | Blancs et nuls | 438          | 4,41         | 606         | 7,44        |
| Exprimés       | Exprimés              | Exprimés       | 9 497        | 95,59        | 7 543       | 92,56       |

*sortant

### Canton de Dijon-6
| Candidats      | Candidats             | Étiquette      | Premier tour | Premier tour |
| Candidats      | Candidats             | Étiquette      | Voix         | %            |
| -------------- | --------------------- | -------------- | ------------ | ------------ |
|                | Jacques Guerrin*      | RPR            | 4 772        | 55,10        |
|                | Marie Pronost         | PS             | 1 594        | 18,41        |
|                | Daniel Coussin        | FN             | 1 045        | 12,07        |
|                | Jean-Pierre Bouhelier | Verts          | 1 003        | 11,58        |
|                | Jeannine Benzerga     | PCF            | 246          | 2,84         |
|                |                       |                |              |              |
| Inscrits       | Inscrits              | Inscrits       | 13 482       | 100,00       |
| Abstention     | Abstention            | Abstention     | 4 503        | 33,40        |
| Votants        | Votants               | Votants        | 8 979        | 66,60        |
| Blancs et nuls | Blancs et nuls        | Blancs et nuls | 319          | 3,55         |
| Exprimés       | Exprimés              | Exprimés       | 8 660        | 96,45        |

*sortant

### Canton de Fontaine-lès-Dijon
| Candidats      | Candidats          | Étiquette      | Premier tour | Premier tour | Second tour | Second tour |
| Candidats      | Candidats          | Étiquette      | Voix         | %            | Voix        | %           |
| -------------- | ------------------ | -------------- | ------------ | ------------ | ----------- | ----------- |
|                | Henri Revol*       | UDF            | 6 449        | 48,38        | 6 973       | 67,12       |
|                | Jacques Fouillot   | PS             | 2 547        | 19,11        | 3 416       | 32,88       |
|                | Roger Terraz       | Verts          | 2 215        | 16,62        | Retrait     | Retrait     |
|                | François Thieriot  | FN             | 1 643        | 12,33        |             |             |
|                | Monique Mollo-Gene | PCF            | 475          | 3,56         |             |             |
|                |                    |                |              |              |             |             |
| Inscrits       | Inscrits           | Inscrits       | 19 650       | 100,00       | 19 650      | 100,00      |
| Abstention     | Abstention         | Abstention     | 5 721        | 29,11        | 8 465       | 43,08       |
| Votants        | Votants            | Votants        | 13 929       | 70,89        | 11 185      | 56,92       |
| Blancs et nuls | Blancs et nuls     | Blancs et nuls | 600          | 4,31         | 796         | 7,12        |
| Exprimés       | Exprimés           | Exprimés       | 13 329       | 95,69        | 10 389      | 92,88       |

*sortant

### Canton de Gevrey-Chambertin
| Candidats      | Candidats           | Étiquette      | Premier tour | Premier tour | Second tour | Second tour |
| Candidats      | Candidats           | Étiquette      | Voix         | %            | Voix        | %           |
| -------------- | ------------------- | -------------- | ------------ | ------------ | ----------- | ----------- |
|                | Jean-Claude Robert* | PS             | 2 696        | 40,88        | 3 171       | 52,95       |
|                | Jean-Marie Ponsot   | DVD            | 2 219        | 33,65        | 2 818       | 47,05       |
|                | Sophie Bouchard     | Verts          | 734          | 11,13        |             |             |
|                | Marthe Tilmont      | FN             | 704          | 10,67        |             |             |
|                | François Mangione   | PCF            | 242          | 3,67         |             |             |
|                |                     |                |              |              |             |             |
| Inscrits       | Inscrits            | Inscrits       | 9 881        | 100,00       | 9 867       | 100,00      |
| Abstention     | Abstention          | Abstention     | 2 946        | 29,81        | 3 525       | 35,73       |
| Votants        | Votants             | Votants        | 6 935        | 70,19        | 6 342       | 64,27       |
| Blancs et nuls | Blancs et nuls      | Blancs et nuls | 340          | 4,90         | 353         | 5,57        |
| Exprimés       | Exprimés            | Exprimés       | 6 595        | 95,10        | 5 989       | 94,43       |

*sortant

### Canton de Grancey-le-Château-Neuvelle
| Candidats      | Candidats          | Étiquette      | Premier tour | Premier tour | Second tour | Second tour |
| Candidats      | Candidats          | Étiquette      | Voix         | %            | Voix        | %           |
| -------------- | ------------------ | -------------- | ------------ | ------------ | ----------- | ----------- |
|                | Michel Roussel*    | RPR            | 385          | 47,89        | 434         | 53,98       |
|                | Marcel Follea      | PS             | 277          | 34,45        | 370         | 46,02       |
|                | Gilbert Garnier    | PS             | 47           | 5,85         |             |             |
|                | Marc Fortin        | FN             | 35           | 4,35         |             |             |
|                | Pierre Aury        | PS             | 32           | 3,98         |             |             |
|                | Elisabeth Voinchet | Verts          | 20           | 2,49         |             |             |
|                | Philippe Texier    | PCF            | 8            | 1,00         |             |             |
|                |                    |                |              |              |             |             |
| Inscrits       | Inscrits           | Inscrits       | 1 010        | 100,00       | 1 010       | 100,00      |
| Abstention     | Abstention         | Abstention     | 186          | 18,42        | 181         | 17,92       |
| Votants        | Votants            | Votants        | 824          | 81,58        | 829         | 82,08       |
| Blancs et nuls | Blancs et nuls     | Blancs et nuls | 20           | 2,43         | 25          | 3,02        |
| Exprimés       | Exprimés           | Exprimés       | 804          | 97,57        | 804         | 96,98       |

*sortant

### Canton d'Is-sur-Tille
| Candidats      | Candidats       | Étiquette      | Premier tour | Premier tour |
| Candidats      | Candidats       | Étiquette      | Voix         | %            |
| -------------- | --------------- | -------------- | ------------ | ------------ |
|                | Henri Constant* | RPR            | 2 589        | 51,10        |
|                | Eric Gruer      | PS             | 864          | 17,05        |
|                | Pascal Pitavy   | FN             | 678          | 13,38        |
|                | Denis Orry      | Verts          | 646          | 12,75        |
|                | Antonin Bollet  | PCF            | 290          | 5,72         |
|                |                 |                |              |              |
| Inscrits       | Inscrits        | Inscrits       | 7 646        | 100,00       |
| Abstention     | Abstention      | Abstention     | 2 282        | 29,85        |
| Votants        | Votants         | Votants        | 5 364        | 70,15        |
| Blancs et nuls | Blancs et nuls  | Blancs et nuls | 297          | 5,54         |
| Exprimés       | Exprimés        | Exprimés       | 5 067        | 94,46        |

*sortant

### Canton de Mirebeau
| Candidats      | Candidats          | Étiquette      | Premier tour | Premier tour | Second tour | Second tour |
| Candidats      | Candidats          | Étiquette      | Voix         | %            | Voix        | %           |
| -------------- | ------------------ | -------------- | ------------ | ------------ | ----------- | ----------- |
|                | Louis de Broissia* | RPR            | 1 858        | 50,00        | 2 179       | 66,35       |
|                | François Renaud    | PS             | 773          | 20,80        | 1 105       | 33,65       |
|                | Jean-Paul Grimaldi | FN             | 438          | 11,79        |             |             |
|                | Alain Bardot       | PCF            | 344          | 9,26         |             |             |
|                | Henri Cainaud      | Verts          | 303          | 8,15         |             |             |
|                |                    |                |              |              |             |             |
| Inscrits       | Inscrits           | Inscrits       | 5 396        | 100,00       | 5 403       | 100,00      |
| Abstention     | Abstention         | Abstention     | 1 479        | 27,41        | 1 849       | 34,22       |
| Votants        | Votants            | Votants        | 3 917        | 72,59        | 3 554       | 65,78       |
| Blancs et nuls | Blancs et nuls     | Blancs et nuls | 201          | 5,13         | 270         | 7,60        |
| Exprimés       | Exprimés           | Exprimés       | 3 716        | 94,87        | 3 284       | 92,40       |

*sortant

### Canton de Montbard
| Candidats      | Candidats       | Étiquette      | Premier tour | Premier tour | Second tour | Second tour |
| Candidats      | Candidats       | Étiquette      | Voix         | %            | Voix        | %           |
| -------------- | --------------- | -------------- | ------------ | ------------ | ----------- | ----------- |
|                | Michel Protte*  | RPR            | 1 972        | 35,18        | 3 081       | 59,83       |
|                | Jacques Garcia  | PCF            | 1 266        | 22,58        | 2 069       | 40,17       |
|                | Bruno Diano     | Verts          | 738          | 13,16        |             |             |
|                | André Boivin    | FN             | 570          | 10,17        |             |             |
|                | Robert Grimpret | PS             | 568          | 10,13        |             |             |
|                | Pierre Vian     | PS             | 492          | 8,78         |             |             |
|                |                 |                |              |              |             |             |
| Inscrits       | Inscrits        | Inscrits       | 8 665        | 100,00       | 8 664       | 100,00      |
| Abstention     | Abstention      | Abstention     | 2 612        | 30,14        | 2 879       | 33,23       |
| Votants        | Votants         | Votants        | 6 053        | 69,86        | 5 785       | 66,77       |
| Blancs et nuls | Blancs et nuls  | Blancs et nuls | 447          | 7,38         | 635         | 10,98       |
| Exprimés       | Exprimés        | Exprimés       | 5 606        | 92,62        | 5 150       | 89,02       |

*sortant

### Canton de Montigny-sur-Aube
| Candidats      | Candidats            | Étiquette      | Premier tour | Premier tour |
| Candidats      | Candidats            | Étiquette      | Voix         | %            |
| -------------- | -------------------- | -------------- | ------------ | ------------ |
|                | Tanneguy d'Harcourt* | UDF            | 965          | 65,11        |
|                | Marie-Claude Leconte | FN             | 193          | 13,02        |
|                | Marie-Claire Chainey | Verts          | 145          | 9,78         |
|                | Sylvie Scherer       | PS             | 127          | 8,57         |
|                | Michel Jobard        | PCF            | 52           | 3,51         |
|                |                      |                |              |              |
| Inscrits       | Inscrits             | Inscrits       | 2 241        | 100,00       |
| Abstention     | Abstention           | Abstention     | 665          | 29,67        |
| Votants        | Votants              | Votants        | 1 576        | 70,33        |
| Blancs et nuls | Blancs et nuls       | Blancs et nuls | 94           | 5,96         |
| Exprimés       | Exprimés             | Exprimés       | 1 482        | 94,04        |

*sortant

### Canton de Nuits-Saint-Georges
| Candidats      | Candidats       | Étiquette      | Premier tour | Premier tour | Second tour | Second tour |
| Candidats      | Candidats       | Étiquette      | Voix         | %            | Voix        | %           |
| -------------- | --------------- | -------------- | ------------ | ------------ | ----------- | ----------- |
|                | Jean Clerc      | DVD            | 2 447        | 42,26        | 2 845       | 56,73       |
|                | Madeleine Leroy | PS             | 1 234        | 21,31        | 2 170       | 43,27       |
|                | Jean Allexant   | FN             | 735          | 12,69        |             |             |
|                | Tony Amodeo     | PCF            | 703          | 12,14        |             |             |
|                | Max Chaudron    | Verts          | 672          | 11,60        |             |             |
|                |                 |                |              |              |             |             |
| Inscrits       | Inscrits        | Inscrits       | 9 555        | 100,00       | 9 545       | 100,00      |
| Abstention     | Abstention      | Abstention     | 3 381        | 35,38        | 4 124       | 43,21       |
| Votants        | Votants         | Votants        | 6 174        | 64,62        | 5 421       | 56,79       |
| Blancs et nuls | Blancs et nuls  | Blancs et nuls | 383          | 6,20         | 406         | 7,49        |
| Exprimés       | Exprimés        | Exprimés       | 5 791        | 93,80        | 5 015       | 92,51       |

### Canton de Pontailler-sur-Saône
| Candidats      | Candidats              | Étiquette      | Premier tour | Premier tour | Second tour | Second tour |
| Candidats      | Candidats              | Étiquette      | Voix         | %            | Voix        | %           |
| -------------- | ---------------------- | -------------- | ------------ | ------------ | ----------- | ----------- |
|                | Henri Dumas            | PS             | 1 327        | 39,44        | 1 805       | 54,95       |
|                | André Petitjean        | DVD            | 1 187        | 35,27        | 1 480       | 45,05       |
|                | Dominique Jacob        | Verts          | 303          | 9,00         |             |             |
|                | Eric Tallec            | FN             | 278          | 8,26         |             |             |
|                | Marie-Claire Darmagnac | PCF            | 270          | 8,02         |             |             |
|                |                        |                |              |              |             |             |
| Inscrits       | Inscrits               | Inscrits       | 5 123        | 100,00       | 5 123       | 100,00      |
| Abstention     | Abstention             | Abstention     | 1 592        | 31,08        | 1 687       | 32,93       |
| Votants        | Votants                | Votants        | 3 531        | 68,92        | 3 436       | 67,07       |
| Blancs et nuls | Blancs et nuls         | Blancs et nuls | 166          | 4,70         | 151         | 4,39        |
| Exprimés       | Exprimés               | Exprimés       | 3 365        | 95,30        | 3 285       | 95,61       |

### Canton de Saint-Jean-de-Losne
| Candidats      | Candidats        | Étiquette      | Premier tour | Premier tour | Second tour | Second tour |
| Candidats      | Candidats        | Étiquette      | Voix         | %            | Voix        | %           |
| -------------- | ---------------- | -------------- | ------------ | ------------ | ----------- | ----------- |
|                | Daniel Freitag*  | PS             | 1 994        | 44,24        | 2 668       | 66,11       |
|                | Michel Griviau   | RPR            | 1 039        | 23,05        | 1 368       | 33,89       |
|                | François Rudloff | FN             | 616          | 13,67        |             |             |
|                | Michel Ligiot    | DVD            | 359          | 7,97         |             |             |
|                | Michel Manca     | Verts          | 349          | 7,74         |             |             |
|                | Louis Jan        | PCF            | 150          | 3,33         |             |             |
|                |                  |                |              |              |             |             |
| Inscrits       | Inscrits         | Inscrits       | 7 274        | 100,00       | 7 273       | 100,00      |
| Abstention     | Abstention       | Abstention     | 2 520        | 34,64        | 2 885       | 39,67       |
| Votants        | Votants          | Votants        | 4 754        | 65,36        | 4 388       | 60,33       |
| Blancs et nuls | Blancs et nuls   | Blancs et nuls | 247          | 5,20         | 352         | 8,02        |
| Exprimés       | Exprimés         | Exprimés       | 4 507        | 94,80        | 4 036       | 91,98       |

*sortant

### Canton de Saint-Seine-l'Abbaye
| Candidats      | Candidats         | Étiquette      | Premier tour | Premier tour | Second tour | Second tour |
| Candidats      | Candidats         | Étiquette      | Voix         | %            | Voix        | %           |
| -------------- | ----------------- | -------------- | ------------ | ------------ | ----------- | ----------- |
|                | Christian Myon    | RPR            | 743          | 40,05        | 961         | 57,89       |
|                | Michel Bernard    | UDF            | 413          | 22,26        | 699         | 42,11       |
|                | Pierre Drouot     | DVD            | 399          | 21,51        | Retrait     | Retrait     |
|                | Thierry Falconnet | PS             | 89           | 4,80         |             |             |
|                | Gérard Boudier    | Verts          | 83           | 4,47         |             |             |
|                | Henri Delorme     | FN             | 86           | 4,64         |             |             |
|                | Louis Laurent     | PCF            | 42           | 2,26         |             |             |
|                |                   |                |              |              |             |             |
| Inscrits       | Inscrits          | Inscrits       | 2 502        | 100,00       | 2 502       | 100,00      |
| Abstention     | Abstention        | Abstention     | 603          | 24,10        | 722         | 28,86       |
| Votants        | Votants           | Votants        | 1 899        | 75,90        | 1 780       | 71,14       |
| Blancs et nuls | Blancs et nuls    | Blancs et nuls | 44           | 2,32         | 120         | 6,74        |
| Exprimés       | Exprimés          | Exprimés       | 1 855        | 97,68        | 1 660       | 93,26       |

### Canton de Selongey
| Candidats      | Candidats         | Étiquette      | Premier tour | Premier tour |
| Candidats      | Candidats         | Étiquette      | Voix         | %            |
| -------------- | ----------------- | -------------- | ------------ | ------------ |
|                | Paul Taillandier* | UDF            | 1 148        | 60,58        |
|                | Pierre Viard      | PS             | 391          | 20,63        |
|                | Bernard Ronot     | Verts          | 164          | 8,65         |
|                | Germain Noirot    | PCF            | 97           | 5,12         |
|                | Francois Leclere  | FN             | 95           | 5,01         |
|                |                   |                |              |              |
| Inscrits       | Inscrits          | Inscrits       | 2 581        | 100,00       |
| Abstention     | Abstention        | Abstention     | 628          | 24,33        |
| Votants        | Votants           | Votants        | 1 953        | 75,67        |
| Blancs et nuls | Blancs et nuls    | Blancs et nuls | 58           | 2,97         |
| Exprimés       | Exprimés          | Exprimés       | 1 895        | 97,03        |

*sortant

### Canton de Vitteaux
| Candidats      | Candidats           | Étiquette      | Premier tour | Premier tour |
| Candidats      | Candidats           | Étiquette      | Voix         | %            |
| -------------- | ------------------- | -------------- | ------------ | ------------ |
|                | Gilbert Mathieu*    | UDF            | 1 100        | 58,92        |
|                | Gérard Dugniat      | PS             | 331          | 17,73        |
|                | Jean-Philippe Baron | Verts          | 197          | 10,55        |
|                | Georges Hansberque  | FN             | 177          | 9,48         |
|                | Frédérique Mugnier  | PCF            | 62           | 3,32         |
|                |                     |                |              |              |
| Inscrits       | Inscrits            | Inscrits       | 2 854        | 100,00       |
| Abstention     | Abstention          | Abstention     | 858          | 30,06        |
| Votants        | Votants             | Votants        | 1 996        | 69,94        |
| Blancs et nuls | Blancs et nuls      | Blancs et nuls | 129          | 6,46         |
| Exprimés       | Exprimés            | Exprimés       | 1 867        | 93,54        |

*sortant